# Демократический союз татар-тюрков Румынии
Демократический союз татар-тюрков Румынии (рум. Uniunea Democrată a Tătarilor Turco-Musulmani din România, UDTTMR; крымскотат. Romanya Müslüman Tatar Türk Demokrat Bĭrlĭgĭ, RMTTDB) — политическая партия этнического меньшинства в Румынии, представляющая интересы татарской общины.

## История
Партия была образована 29 декабря 1989 года как Турецко-мусульманский демократический союз Румынии (Uniunea Democrată Turcă Musulmană din România, UDTMR). 12 апреля 1990 года новая партия раскололась, и отколовшаяся фракция сформировала Союз этнических турецких меньшинств Румынии (UMETR), который позже стал Демократическим турецким союзом Румынии. На всеобщих выборах в мае 1990 года партия получила всего 0,06% голосов, но она получила одно место в Палате депутатов в соответствии с законом о выборах, который позволяет политическим партиям, представляющим группы этнических меньшинств, освобождаться от избирательного порога. В результате раскола в апреле партия приняла свое нынешнее название 23 июля 1990 года.
Партия участвовала во всех выборах в период с 1990 по 2012 год, каждый раз выигрывая одно место.

## Избирательная история
| Выборы | Палата депутатов | Палата депутатов | Палата депутатов | Сенат  | Сенат | Сенат |
| Выборы | Голоса           | %                | Места            | Голоса | %     | Места |
| ------ | ---------------- | ---------------- | ---------------- | ------ | ----- | ----- |
| 1990   | 8,600            | 0.06             | 1                | 8,439  | 0.06  | 0     |
| 1992   | 7,699            | 0.07             | 1                |        |       |       |
| 1996   | 6,319            | 0.05             | 1                | –      | –     | –     |
| 2000   | 10,380           | 0.09             | 1                | 9,226  | 0.08  | 0     |
| 2004   | 6,452            | 0.06             | 1                |        |       |       |
| 2008   | 11,868           | 0.17             | 1                | –      | –     | –     |
| 2012   | 9,291            | 0.13             | 1                | –      | –     | –     |